# Richard Falbr
Richard Falbr (* 29. září 1940 Chester, Velká Británie) je bývalý český odborář a politik SOCDEM, někdejší senátor za obvod Most a předseda Českomoravské konfederace odborových svazů. V poslední zmíněné funkci si vysloužil přezdívky táta odborů, táta (všech) pracujících nebo táta Falbr. V letech 2004–2014 byl poslancem Evropského parlamentu.

## Životopis
Richard Falbr se narodil v anglickém Chesteru v průběhu 2. světové války. Jeho otec sloužil u stíhací perutě, jeho matka byla původem Španělka. Až do konce války žil v Británii, poté krátce v Československu, než byl jeho otec vyslán na ambasádu do Venezuely. Zde navštěvoval základní školu. Po návratu do Československa v roce 1953 nastoupil do šesté třídy a následně vystudoval obor mezinárodní vztahy na Českoslovanské akademii obchodní Dr. Edvarda Beneše v Resslově ulici. Později pracoval v zahraničním obchodu a jako tlumočník Strojimportu, dálkově studoval právnickou fakultu Univerzity Karlovy. Během základní vojenské služby byl nejprve u 7. spojovacího pluku, poté tlumočníkem kubánských pilotů. Později, v letech 1963–1969, učil jazyky na škole ministerstva vnitra jako kádrový příslušník StB[zdroj⁠?!] a téměř dvacet let působil jako odborový právník.
V roce 1968 se stal členem KSČ, z níž byl ale o tři roky později vyloučen. Po sametové revoluci byl požádán, aby se podílel na rekonstrukci odborů. Opustil místo právníka v Zoo Praha a v roce 1990 byl zvolen předsedou nově vzniklého Svazu služeb. V následujícím měsíci se stal místopředsedou Českomoravské konfederace odborových svazů, jíž byl od roku 1994 předsedou až do roku 2002. V letech 1996–2004 působil jako senátor, původně nezávislý, později podporovaný Českou stranou sociálně demokratickou (od roku 2023 Sociální demokracie). Byl též členem správní rady Mezinárodní organizace práce (ILO).

### Evropský parlament
Ve volbách v roce 2004 byl zvolen poslancem Evropského parlamentu za Českou stranu sociálně demokratickou. Do roku 2009 byl členem jeho výboru pro práci a sociální věci a náhradníkem výboru pro regionální rozvoj. Byl stínovým zpravodajem ke zprávám o sociálním vyloučení, o začlenění příslušníků třetích zemí pro období 2007–2013, přechodných opatřeních omezujících pohyb pracovníků na trhu práce v EU, rozvoji měst, sociální ochraně a boji proti chudobě. Byl také členem skupiny pro směrnici o službách a autorem či spoluautorem řady interpelací Evropské komise a Evropské rady.[zdroj?] V roce 2009 svůj mandát obhájil na dalších 5 let a zapojil se do výboru pro zaměstnanost a sociální věci. Byl členem frakce Pokrokové spojenectví socialistů a demokratů. Po smrti Jiřího Havla v roce 2012 se stal vedoucím delegace ČSSD v Evropském parlamentu. Ve volbách do Evropského parlamentu v roce 2014 kandidoval za ČSSD na 6. místě její kandidátky, ale neuspěl (stal se pouze druhým náhradníkem).

#### Hodnocení europoslance
Z vydané zprávy think tanku Evropské hodnoty, která se vztahovala na období před volbami do Evropského parlamentu v roce 2014, vyplývá:
1. Docházka – obsadil 9. místo z celkových 22 českých europoslanců;
2. Účast na jmenovitých hlasováních českých europoslanců – obsadil 19. místo;
3. Zprávy předložené zpravodajem českými europoslanci – obsadil 10.–15. místo;
4. Stanoviska předložená českými europoslanci – obsadil 16.–22. místo;
5. Pozměňovací návrhy českých europoslanců – obsadil 20.–21. místo;
6. Parlamentní otázky českých europoslanců – obsadil 7.–8. místo;
7. Písemná prohlášení českých europoslanců – obsadil 6.–22. místo;
8. Návrhy usnesení českých europoslanců – obsadil 16.–17. místo;
9. Vystoupení na plenárním zasedání českých europoslanců – obsadil 22. místo.

### Hospodářská a sociální rada Ústeckého kraje
Od roku 2004 je byl předsedou Hospodářské a sociální rady Ústeckého kraje, která je zřízena jako iniciativní, koordinační a dohodovací subjekt pro jednání s vládou ČR, ministerstvy, ústředními správními úřady a orgány Ústeckého kraje v otázkách hospodářského a sociálního rozvoje kraje.

### Soukromý život
Od roku 1963 je ženatý s Věrou Veselou, s níž má dvě děti, dceru Patricii a syna Roberta. Ve volném čase se věnuje ornitologii a včelařství.